# Wringinanom (Kuripan)
Wringinanom is een bestuurslaag in het regentschap Probolinggo van de provincie Oost-Java, Indonesië. Wringinanom telt 4871 inwoners (volkstelling 2010).